# Symetryzator

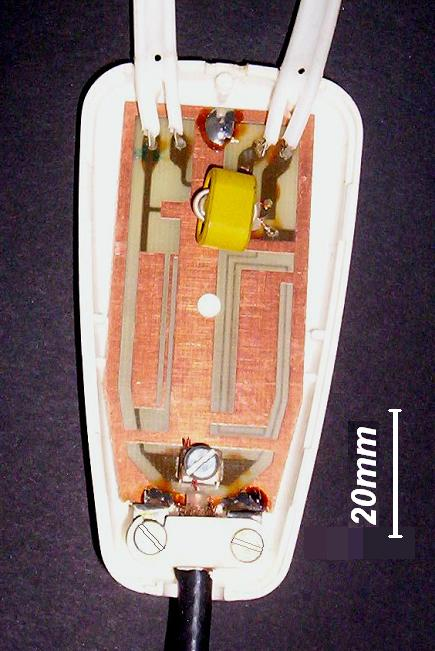
Wtyczkowy szerokopasmowy symetryzator antenowy RTV 300Ω/75Ω na kanały od 1 do 69

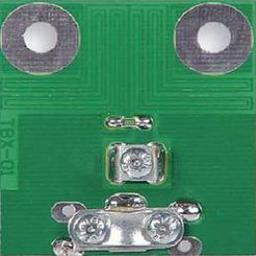
Puszkowy szerokopasmowy symetryzator antenowy RTV 300Ω/75Ω na kanały od 1 do 69

Symetryzator, żargonowo balun (ang. balun, od balanced to unbalanced) – konwerter (najczęściej transformator) zamieniający linię symetryczną (balanced) na niesymetryczną (unbalanced) lub odwrotnie.

## Symetryzator antenowy
Umożliwia on podłączenie anteny z wyjściem symetrycznym o dużej impedancji (np. 300 Ω) do niesymetrycznego gniazda antenowego o niższej impedancji (np. 75 Ω). Symetryzator antenowy jest zwykle urządzeniem pasywnym, wykorzystującym transformator na rdzeniu ferrytowym. Czasem w puszce antenowej montowana jest płytka zawierająca zarówno symetryzator, jak i przedwzmacniacz antenowy i wówczas potrzebne jest zasilanie.